# Catherine Bernstein

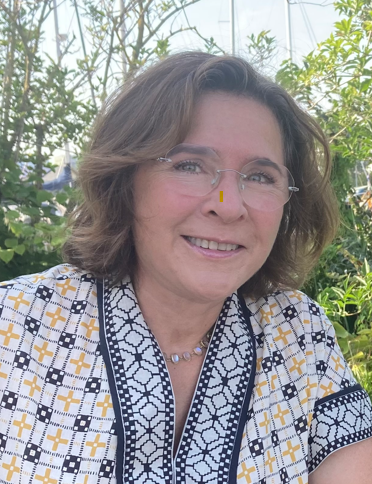
Catherine Bernstein

Catherine Bernstein (* 18. August 1964 in Tours) ist eine französische Dokumentarfilmerin.

## Leben
Bernstein verließ Tours nach dem Abitur, um an der Universität Paris III (Sorbonne Nouvelle) Moderne Literatur zu studieren. Sie machte ihren Abschluss im Filmbereich. Nach zwei Kurzfilmen, bei denen sie Regie führte, assistierte sie bei mehreren Projekten – unter anderem unter Arnaud Desplechin, Éric Rochant und Jean-Pierre Ronssin. Danach kehrte sie zur eigenen Regiearbeit zurück.
Bernstein setzt sich in ihren Dokumentationen mit der Geschichte des 20. Jahrhunderts auseinander. Un crime français beleuchtet das Verschwinden Jean Zays, eines Ministers in der Regierung Léon Blum; T4, un médecin sous le nazisme (deutsch: Aktion T4 – Das Euthanasie-Programm der Nazis) ist ein Dokumentarfilm über die Ermordung von geistig behinderten Menschen. Fritz Bauer, un procureur contre le nazisme (deutsch Fritz Bauer – Generalstaatsanwalt. Nazi-Jäger) zeigt die juristische Aufarbeitung der Naziverbrechen in der jungen Bundesrepublik.

## Filme (Auswahl)
- Assassinat d'une Modiste (2006)
- Empreintes (Serie, 1 Episode: Le voyage encyclopédique de Michel Serres, 2007)
- Nue (2009)
  - deutsch: Nackt
- La case de l'oncle Doc (Serie, 1 Episode: Un crime français, 2012)
- Lundi en histoires (Serie, 1 Episode: T4, un médecin sous le nazisme, 2016)
  - deutsch: Aktion T4 – Das Euthanasie-Programm der Nazis[2]
- Les Tourangelles (Fernsehfilm, 2017)[3]
- Fritz Bauer, un procureur contre le nazisme (2018)
  - deutsch: Fritz Bauer – Generalstaatsanwalt. Nazi-Jäger[4]
- La SNCF sous l'Occupation (2019)[5]
- Les identités de Mona Ozouf (2020)[6]
- Sweet Black Film (2021)
  - deutsch: Der Pate des Black – Cinema Melvin van Peebles und Sweet Sweetbacks Lied
- Congo-Océan, un chemin de fer et de sang (2023)[7]
- Tsigane, le grand silence (2023)
- Auschwitz – Des survivants racontent (2025)